# Epinotia brunnichana
Epinotia brunnichana là một loài bướm đêm thuộc họ Tortricidae. Nó được tìm thấy ở hầu hết phía Tây, Trung và phía Bắc châu Âu, từ phía Đông đến miền Đông Palaearctic ecozone và Cận Đông.
Sải cánh dài 18–22 mm. Con trưởng thành bay từ tháng 7 đến tháng 10 tùy theo địa điểm.
Ấu trùng non của Betula, Corylus và Salix cuộn lá lại và sống ở bên trong.